# Ruger Deerfield Carbine
Ruger Deerfield Carbine, также известный как Ruger Model 99/44 — американская самозарядная винтовка (и охотничье оружие) производства компании Sturm, Ruger & Co.. Впервые представлена в 2000 году.

## Описание
Винтовка Deerfield Carbine работает по принципу отвода пороховых газов с коротким ходом поршня и поворотным затвором, наподобие Mini-14. В этом она отличалась от винтовки Ruger Model 44, производившейся с 1961 по 1985 годы и снятой по причине дороговизны. Первый образец Model 44 был известен под названием «Deerstalker». Винтовку позднее переклассифицировали в карабин и переименовали в Deerfield в связи с известным судебным процессом с участием оружейной компании Ithaca Gun Company.
Model 44 отличалась крепкой верхней частью ствольной коробки, в то время как ствольная коробка Deerfield внешне близка к коробке M1 Carbine,, более сильной и простой. Использует патроны центрального воспламенения .44 Magnum, питание осуществляется вращающимися магазинами на 4 патрона, как в винтовке Ruger 10/22 для патронов .22 Long Rifle.
Производство этого оружия было прекращено в 2006 году.